# Eri Sendai
Eri Sendai (仙台 エリ?, Sendai Eri; Tokyo, 30 ottobre 1981) è un'attrice e doppiatrice giapponese.

## Doppiaggio

### Anime
- Atsuko Hongō in Yomigaeru sora -RESCUE WINGS-
- Arika in Medarot
- Ayaka in xxxHOLiC
- Ayumu Oume Gokujō Seitokai
- Furfur in Umineko no naku koro ni
- Ragazza (ep 11) in Ghost in the Shell: Stand Alone Complex
- Ragazza (ep 11) in Windy Tales
- Haruma da giovane in Chocotto Sister
- Iris in MegaMan NT Warrior
- Kiyone Nonomiya in Mai-HiME
- Kōrin in Saiunkoku Monogatari
- Kuan Kitayama in Happy Seven
- Leara (ep 2) in Wolf's Rain
- Maho Suzuki in Gunparade March
- Cameriera (ep 37) in MegaMan NT Warrior
- Michi Kuroki in Nora to ōjo to noraneko heart
- Miffy Rotin in Chrome Shelled Regios
- Shiho Kubota in Pretty Cure e Pretty Cure Max Heart
- Milk/Kurumi Mimino/Milky Rose in Yes! Pretty Cure 5, Yes! Pretty Cure 5 GoGo! e Power of Hope: Pretty Cure Full Bloom
- Principessa Mary (ep 44) in Yu-Gi-Oh! Duel Monsters
- Nanami Hoshi in Dragonaut -The Resonance-
- Rei Saotome in Yu-Gi-Oh! Duel Monsters GX
- Runo Misaki in Bakugan - Battle Brawlers
- Sakie Amamoto in Night Head Genesis
- Sorella di Shīka in Mushi-Uta
- Sherry in Sisters of Wellber
- Triela in Gunslinger Girl
- Yūhi Shimahara in Neoranga - L'arcana divinità del mare del sud
- Yukari Morita in Rocket Girls
- Principessa Justine in Robotboy
- Tsubaki/Sesto in Mirai Nikki

### OAV
- Chiyo in Freedom
- Natsume/Mii in Jungle de Ikou!
- Jun Kazama (da giovane) in Tekken - The Animation

### Film
- Shiho Kubota in Pretty Cure Max Heart 2 - Amici per sempre, Eiga Pretty Cure All Stars DX, DX 2, DX 3
- Milk in Yes! Pretty Cure 5 - Le Pretty Cure nel Regno degli Specchi
- Milk/Kurumi Mimino/Milky Rose in Yes! Pretty Cure 5 GoGo! - Buon compleanno carissima Nozomi
- Nanami Agawa in Jin Rō: The Wolf Brigade
- Shizuki Ishiki in King of Thorn
- Milk/Kurumi Mimino/Milky Rose in Eiga Pretty Cure All Stars DX - Minna tomodachi Kiseki no zenin daishūgō!
- Milk/Kurumi Mimino/Milky Rose in Eiga Pretty Cure All Stars DX 2 - Kibō no hikari Rainbow Jewel wo mamore!
- Milk/Kurumi Mimino/Milky Rose in Eiga Pretty Cure All Stars DX 3 - Mirai ni todoke! Sekai wo tsunagu Niji-iro no hana
- Milk/Kurumi Mimino/Milky Rose in Eiga Pretty Cure All Stars New Stage 3 - Eien no tomodachi
- Milk/Kurumi Mimino/Milky Rose in Eiga HUGtto! Pretty Cure Futari wa Pretty Cure - All Stars Memories

### Videogiochi
- Lyon in Suikoden V
- Kai in Eledees
- Moe Kasuga in Detective Conan: Il caso Mirapolis
- Tera in Castlevania: The Dracula X Chronicles
- Angelia Avallone in Arcana Heart 2 e Arcana Heart 3
- Furfur in Ōgon musōkyoku
- Wakami in Liberation Maiden SIN
- Generia G in Hyperdevotion Noire: Goddess Black Heart
- Yume Aozaki in Chaos;Child
- Inori Shiranui in Hanasaki Work Spring!
- Io Kōzuki in D.S.: Dal segno
- Dronya in Labyrinth of Refrain: Coven of Dusk
- Akari Miyaguni in Sen no Hatō, Tsukisome no Kōki
- Itsumi Seno in Ninki seiyū no tsukuri kata
- Toddifons in Arknights
- Meakyu in Tales of Crestoria